# Bryan McCormack
Pour les articles homonymes, voir McCormack.
Bryan McCormack (né à Dublin, le 15 septembre, 1972), est un artiste contemporain qui traite spécifiquement des sujets sociaux. Au cours des quinze dernières années, Bryan Mc Cormack a eu plus de 30 expositions collectives et individuelles.
Actuellement, il vit et travaille à Paris, France.

## Biographie
Après ses études initiales, Bryan Mc Cormack a quitté l'Irlande pour voyager. Aujourd'hui, basé à Paris, il crée et expose, principalement, des installations in-situ et des sculptures qui ont un concept social.

## Œuvres

### 2003- 2004
En 2003 et 2004, Bryan Mc Cormack a exposé à Castagneto Po Arti Fondation al Castello à Turin, Italie: Who Are The Heros (Une installation in-situ, examinant les effets dévastateurs de l'action militaire) et : Unleashing The Design of Imponderable Immortality on the Misguided, Servile Burgeoise (Une installation in-situ, concernée par la division économique entre les différentes classes sociales).

### 2005
En 2005, Bryan Mc Cormack expose à la Galerie Empire à Londres, une installation in-situ, intitulée : Intimate Whisperings While the Words Break Down (Une œuvre qui enquête sur la maladie mentale dans la société d'aujourd'hui).
La même année, il expose à la Galerie Colbert à Paris l'installation in-situ : The Diaries of John Doe (3), (Qui portait sur les causes de la solitude dans la société
contemporaine).

### 2006
En 2006, la Galerie Colas Christian à Paris accueilli l'installation in-situ : See Nothing, Hear Nothing, No Nothing. (Cette œuvre concernait l'apathie des gens envers la crise économique et sociale lorsqu'ils ne sont pas directement impliqués).

### 2009
L'installation in-situ : Ear-Spiltting Timbre (Une œuvre qui commentait la destruction et la violence urbaine des voitures piégées et le terrorisme urbain dans le monde d'aujourd'hui) à l'UNESCO, Paris,.

### 2010

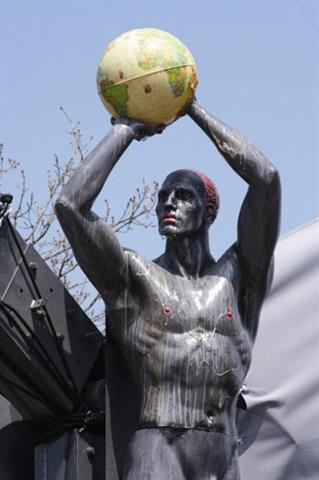
When_Joris_Ivens_meets_Hraesvelgr, œuvre monumentale de Bryan McCormack au parc de Saint-Cloud

La sculpture publique monumentale : When Joris Ivens meets Hraesvelgr (Ce qui est à la fois une réflexion sur la politique écologique de la société développée, ainsi qu'un hommage au film "Le Mistral" (1966) par le cinéaste hollandais Joris Ivens) a été installé définitivement dans le  parc de Saint-Cloud à Paris,,,.

### 2011
L'installation in-situ : Preservation is Life - The Sounds of my Life, (Une œuvre sur l'exploration à la fois des pratiques de safe sex tout en regardant les ramifications politiques de la sexualité d'aujourd'hui) a été installée sur les six étages (escalators) du Centre national d'art et de culture Georges-Pompidou à Paris,,,,,,,,,.

### 2012
L'installation/Performance : Chromo Zone Y (interrogeant la pauvreté et les conséquences dans la façon dont nous vivons aujourd'hui. Produit par Rain Dogs Theatre
Company) au Théâtre de Ménilmontant, Paris.

### 2014
L'installation publique / sans-abri : Van'Heart (Une installation éphémère - un abri de jour pour les sans-abri), travail d'accompagnement avec les élèves du collège Marx Dormoy à
Paris en créant un refuge temporaire pour les sans-abri,.

### 2016 -2017
Actuellement en train de travailler sur le projet  Yesterday/Today/Tomorrow pour la Biennale de Venise 2017. Il s'agit d'une œuvre qui visualise la crise européenne des réfugiés et donne la parole à un peuple qui n'en a pas. Une voix singulière pour des centaines de milliers de personnes, de plus de 30 nationalités (parlant autant de langues) dont des enfants majoritairement, souvent analphabètes. Chaque réfugié crée 3 dessins, un de leur vie avant (Yesterday), un de leur vie actuelle (Today) et un de leur avenir imaginé (Tomorrow). En utilisant ces dessins comme base conceptuelle, ce projet est à la fois une installation / performance et une voix des médias sociaux. Du Sud au Nord, ce travail trace comme une mémoire visuelle un exode. Des bateaux de réfugiés dans les camps Hotspot des îles grecques jusqu'aux centres de réfugiés au Royaume-Uni. Des centaines et des centaines de réfugiés, dans des centres, des camps, des squats et des abris à travers l'Europe ont participé à ces dessins, créant leur propre culture contemporaine et la voix tout en perdant simultanément toute traçabilité de leur culture héritée. La traçabilité est la crédibilité, sans elle, l'existence d'un peuple disparaît. Chaque dessin de réfugié compte. Chaque dessin de réfugié est une voix. Chaque voix compte,,,,,,.

### Galerie photo

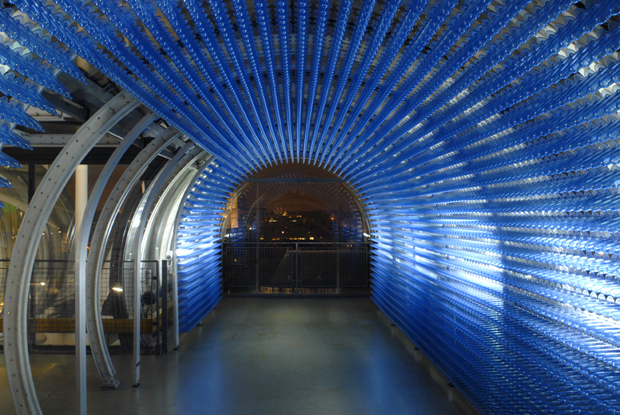
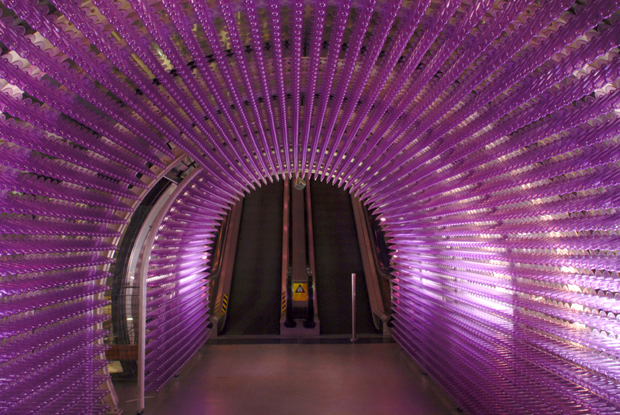
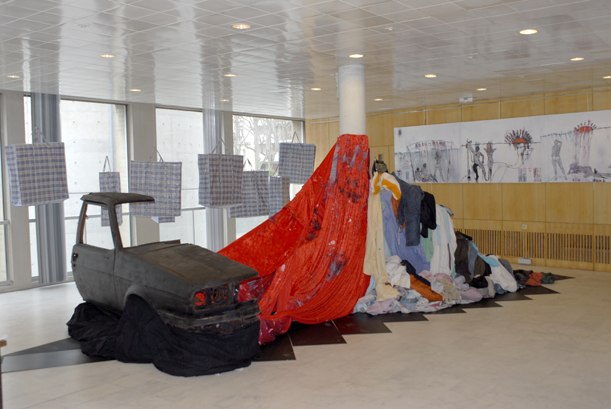
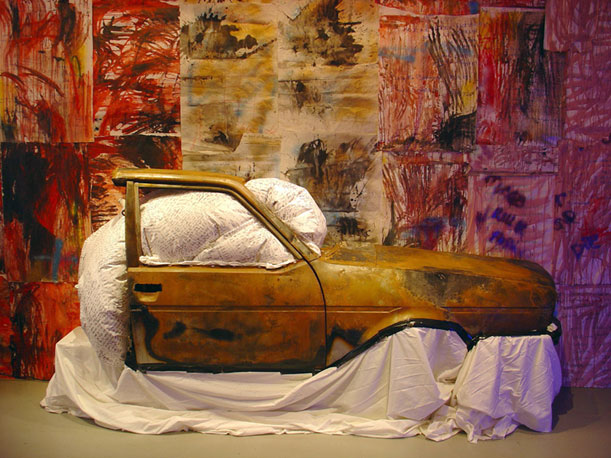